# Amoni perchlorat
Amoni perchlorat ("AP") là một hợp chất vô cơ với công thức NH4ClO4. Nó là một màu trắng hay rắn, hòa tan trong nước. Perchlorat là một chất oxy hóa mạnh và chất amôni là một nhiên liệu tốt. Sự kết hợp này giải thích sự hữu dụng của chất này với tư cách một nhiên liệu đẩy tên lửa. Tính không ổn định của nó đã gây ra một số tai nạn, như thảm họa PEPCON.

## Sản xuất
Amoni perchlorat (AP) được sản xuất thông qua phản ứng giữa amonia và acid perchlorric. Quá trình này là đầu ra chính cho việc sản xuất công nghiệp acid perchlorric. Muối này cũng có thể được sản xuất bằng phản ứng trao đổi giữa muối amoni với natri perchlorat. Quá trình này khai thác độ tan tương đối thấp của NH4ClO4, vốn chỉ bằng 1/10 của natri perchlorat.
AP kết tinh thành tinh thể hình hộp thoi không màu.